# Datzeroth
Datzeroth là một đô thị thuộc huyện Neuwied, bang Rheinland-Pfalz, phía tây nước Đức. Đô thị Datzeroth có diện tích 8 km², dân số thời điểm ngày 31 tháng 12 năm 2006 là 247 người.